# 戈尚韦尔卢万
戈尚韦尔卢万（法語：Gauchin-Verloingt，法語發音：[ɡoʃɛ̃ vɛʁlwɛ̃]）是法国上法蘭西大區加来海峡省的一个市镇，属于阿拉斯区。

## 地理
戈尚韦尔卢万（50°23'41"N, 2°18'44"E）面积5.92 平方千米，位于法国上法蘭西大區加来海峡省，该省份为法国北部沿海省份，西北濒北海，南至索姆省，东临北部省。
与戈尚韦尔卢万接壤的市镇（或旧市镇、城区）包括：特鲁瓦沃、拉姆库尔、泰努瓦斯河畔圣波勒、克鲁瓦昂泰尔努瓦、埃尼库尔。

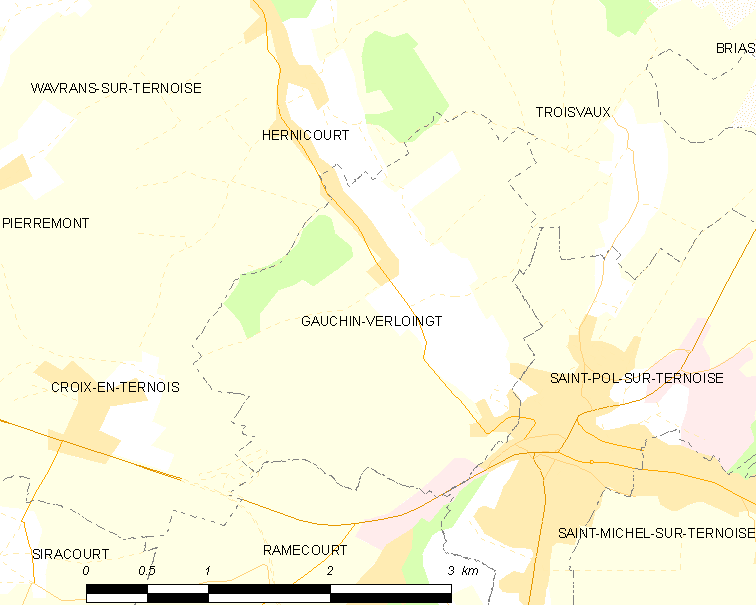
戈尚韦尔卢万的OSM定位图

戈尚韦尔卢万的时区为UTC+01:00、UTC+02:00（夏令时）。

## 行政
戈尚韦尔卢万的邮政编码为62130，INSEE市镇编码为62367。

## 政治
戈尚韦尔卢万所属的省级选区为泰努瓦斯河畔圣波勒县。

## 人口

1962-2008年间戈尚韦尔卢万人口变化图示

戈尚韦尔卢万于2022年1月1日时的人口数量为781人。